# Алеко Ліліус
Алеко Аксель Август Євген Ліліус (2 квітня 1890 – 24  червня 1977) — дослідник, бізнесмен, дипломат, письменник, журналіст і фотограф фінського, шведського та російського походження. Його описували як англійського журналіста, російського фіна, американця фінського походження, шведського журналіста та авантюриста та безстрашного американського журналіста. Автор книги «Я плавав з китайськими піратами», у якій описав час, проведений серед піратів південнокитайських морів.

## Біографія
Ліліус народився у Санкт-Петербурзі, Російська імперія, 2 квітня 1890 року. Його батько був старшим перекладачем Сенату Фінляндії та служив штабскапітаном в Ізмайловському полку. Його матір'ю була Наталія Старк, донька генерал-майора Юліуса Старка, яка народилася на Кавказі.
Перед Першою світовою війною Ліліус був заповзятливим бізнесменом, чиї яскраві подвиги привертали багато уваги. У 1916 році Ліліус був фізичною особою підприємцем банкіром з найбільшим податком у Фінляндії, який володів Privatbanken I Helsingfors.
У молодості він дослідив більшу частину Америки, Китай, Північну та Південну Африку, а потім на деякий час оселився на Філіппінах. В основі праць Ліліуса були його численні подорожі Китаєм, Марокко та Мексикою. Ліліус вперше згадується як письменник — автор сценарію для фінського фільму 1919 року «Venusta etsimässä eli erään nuoren miehen ihmeelliset seikkailut» («У пошуках Венери або Дивовижні пригоди юнака»). У Китаї у 1927 році він врятував залишки американського прапора з пограбованого американського консульства у Нанкіні. Перебуваючи на Філіппінах, він брав участь у проєкті фотографування племені бугкалот. Протягом 1920 — 1930-х років Ліліус працював іноземним кореспондентом в Азії та Північній Африці. Протягом 1920-х років він працював фотографом у Мексиці з лінгвістом Рудольфом Шуллером. У 1930-х роках Ліліус жив у США, мешкаючи в Armour–Stiner Octagon House в Ірвінгтоні, Нью-Йорк.
У 1930-х він кілька разів мав проблеми із законом. Відповідно до статті у сінгапурській «The Straits Times», у 1929 році Ліліус був визнаний винним у шахрайстві та «засуджений до двох місяців каторжних робіт». Чотири роки потому, під час перебував на Філіппінах, його знову визнали винним у шахрайстві за видачу чотирьох чеків без достатньою кількості коштів і засудили до одного року й одного дня ув'язнення та зобов'язали сплатити заборгованість. Ліліус звернувся до суду вищої інстанції з вимогою скасувати рішення суду нижчої інстанції; його апеляція була прийнята, і звинувачення були скасовані.
Ліліус подав до суду на філіппінську залізничну компанію після того, як у 1931 році вагон, у якому він з родиною їхали, збив локомотив. Він виграв позов у суді нижчої інстанції, але залізнична компанія подала апеляцію до Верховного суду. Проте Ліліусу знову вдалося виграти справу й отримати компенсацію.
У 1950-х роках жив у Марокко. У 1958 році він переїхав до Гельсінкі, Фінляндія, і згодом присвятив себе живопису. Ліліус помер 24 червня 1977 року у Гельсінкі, Фінляндія.

### «Я плавав з китайськими піратами»
Ліліуса пам'ятають насамперед як автора книги «Я плавав з китайськими піратами», у якій він описав період перебування серед піратів південнокитайських морів. У рецензії «Нью-Йорк таймс» від 27 липня 1931 року зазначено:
Зустріч з таємничою жінкою-вождем піратів Лай Чой Сан з кількома тисячами безжальних буканьєрів під командуванням... Алеко Е. Ліліус, англійський журналіст, під час подорожі Сходом, за словами видавців, зумів завоювати довіру цієї незвичайної жінки, і він супроводжував її в одній з їхніх експедицій на джонці з гарматами... єдина біла людина, яка колись плавала з цими піратами
Вважається, що Лай Чой Сан стала джерелом натхнення для персонажа Леді-Дракон, східної фатальної жінки у коміксі Мілтона Каніффа «Террі та Пірати». Ліліус називав Лай Чой Сан королевою піратів, а не леді-дракон, але Каніфф використав китайське ім'я для свого персонажа. Згідно з одним джерелом, це стало причиною пізнішої судової суперечки між Ліліусом і синдикатом, який створив комікс.
У рецензії на перевидання Oxford University Press 1991 року сказано, що книга «гарне читання у сенсаційному стилі журналістики 1920-х років»… рухається жваво, але дещо поверхнево".

## Часткова бібліографія
- (1919) Herr CG's politiska affärer (Політичні справи пана CG)
- (1920-ті) Велика кількість фотографій для документів Рудольфа Шуллера. Ці документи складаються з польових нотаток, списків словників, рукописів і фотографій із досліджень Шуллера різноманітних мов і діалектів мексиканських і центральноамериканських індіанців, з особливим наголосом на культурі та мові індіанців уастеків. Колекція знаходиться у Середньоамериканському науково-дослідному інституті Університету Тулейна.
- (1928) Min kineskiska Krigsbok (Мій китайський військовий щоденник). Видавець: Hökerbergs
- (1931)Lilius, Aleko E. (1931). I Sailed with Chinese Pirates. New York: D. Appleton & Co. Я плавав з китайськими піратами . Нью-Йорк: D. Appleton & Co.
- (1948) The Romantic Thousand Islands: Photographs — Maps — History. Видавець: Holliday Publications Ltd., Канада.
- (1956)Lilius, Aleko E. (1956). Turbulent Tangier. London: Elek Books. ISBN 9789881815446. OCLC 28756841.
- (1956) Ung man i farten (Мемуари: Подорож молодої людини)
- (1957) Ett herrans liv (Мемуари: Життя джентльмена)
- (1962) The Romantic Thousand Islands: Photographs — Maps — History. Видавництво: Wallace
- Лілюсь також опублікував низку незалежних статей у таких журналах «Argosy» (Велика Британія) (травень 1947), «Stag» (лютий 1952), «Adventure Magazine» (січень 1953), «The Wide World» (вересень 1930, видавець: George Newnes Ltd, Лондон); «The Sphere Illustrated Newspaper» (Лондон) (4 липня 1931), — «короткий нарис султана Сулу, якого доглядали США у спробі розрядити ворожнечу Моро під час його правління на Філіппінах»; і (1964) Султан Сулу розповідає, як Англія «вкрала» Північне Борнео.
- (1991) Lilius, Aleko E. (1991). I Sailed with Chinese Pirates. Hong Kong: Oxford University Press reprint. ISBN 0-19-585297-4.